# فرودگاه چانگ‌بای‌شان
فرودگاه چانگ‌بایشان (به انگلیسی: Changbaishan Airport) یک فرودگاه همگانی با کد یاتا NBS است . این فرودگاه در کشور چین قرار دارد .

## شرکت‌های هواپیمایی و مقصدهای پروازی
| شرکت‌های هواپیمایی   | مقصدهای پروازی                                  |
| ------------------- | ----------------------------------------------- |
| Chengdu Airlines    | چانگچون لونگییا، چنگدو شوانگلیو                 |
| هواپیمایی شرقی چین  | کینگدائو لیوتینگ، یانتای چائوشوی                |
| هواپیمایی جنوبی چین | پکن، چانگچون لونگییا، بایون گوآنگجو، شنینگ تخین |
| اسپرینگ ایرلاینز    | دالیان ژووشویزی، شانگهای پودنگ، تیانجین بینهای  |